# NGC 5987
NGC 5987 este o galaxie spirală situată în constelația Dragonul. A fost descoperită în 25 mai 1788 de către William Herschel. Se află la o distanță de 49,66 de megaparseci de Pământ.